# Argyrodes cyrtophorae
Argyrodes cyrtophorae là một loài nhện trong họ Theridiidae.
Loài này thuộc chi Argyrodes. Argyrodes cyrtophorae được Benoy Krishna Tikader miêu tả năm 1963.